# Карлос Алькарас (футболіст)
Карлос Хонас Алькарас Дуран (ісп. Carlos Jonas Alcaraz Duran, нар. 30 листопада 2002, Ла-Плата) — аргентинський футболіст, півзахисник «Ювентуса».

## Клубова кар'єра

### Ранні роки
Алькарас розпочав займатись футболом у команді «Депортес Інфантілес де Вілья Еліза» (ісп. Deportes Infantiles de Villa Elisa), з якої у 2017 році перейшов до молодіжної академії клубу «Расінг» (Авельянеда).  Пройшовши через усі молодіжні команди, він дебютував у першій команді «Расінга» 26 січня 2020 року в матчі Прімери проти «Атлетіко Тукумана» (1:1). Згодом, 16 березня, він забив свій перший гол на дорослому рівні на 97-й хвилині матчу Кубка Суперліги проти «Альдосіві» (4:3). 17 вересня 2020 року він провів свою першу гру в Кубку Лібертадорес проти «Насьйоналя» (0:1). 2022 року виграв з клубом Трофей чемпіонів Аргентини. Саме Карлос забив переможний гол у фіналі проти «Бока Хуніорс» (2:1) у додатковий час, спровокувавши велику бійку, яка завершилась десятьма червоними картками, одна з яких була саме Алькарасу.

### «Саутгемптон»
9 січня 2023 року Алькарас підписав контракт із англійським «Саутгемптоном» на чотири з половиною роки, який обійшовся клубу в 14 мільйонів євро.  Таким чином, Алькарас став другим найдорожчим продажем в історії «Расінга» після Лаутаро Мартінеса в міланський «Інтернаціонале».
Алькарас дебютував за новий клуб вже через п'ять днів у грі Прем'єр-ліги проти «Евертона», замінивши Ромео Лавію на 61-й хвилині. 11 лютого він забив свій перший гол за «святих» у матчі проти «Вулвергемптона» (1:2) в домашній грі чемпіонату. У наступному домашньому матчі він забив свій другий гол у грі проти «Лестер Сіті» (1:0). Він завершив сезон, зігравши 21 матч і забивши 4 голи, але не зміг допомогти клубу уникнути вильоту.
Незважаючи на виліт «Саутгемптона» з Прем'єр-ліги, Алькарас залишився в клубі наступного сезону і став виступати з ним у Чемпіоншипі. 6 жовтня 2023 року Алькарас продовжив контракт з «Саутгемптоном» до червня 2028 року. Він забив свій перший гол у цьому турнірі 28 жовтня у домашньому матчі проти «Бірмінгем Сіті» (3:1).

#### Оренда в «Ювентус»
31 січня 2024 року перейшов до італійського «Ювентуса» на правах оренди з правом викупу за 49,5 млн євро. Він дебютував у складі «б'янконері» 4 лютого під час матчу проти «Інтера» (0:1), замінивши Вестона Маккенні на останніх хвилинах гри.

## Виступи за збірну
5 жовтня 2023 року Алькарас був вперше викликаний до національної збірної Аргентини на матчі відбору на ЧС-2026 проти Парагваю та Перу, але на поле тоді не виходив. А через кілька днів він дебютував у олімпійській збірній U-23 у товариській грі проти Венесуели (0:0), готуючись до передолімпійського турніру Південної Америки.